# كريم الأساس

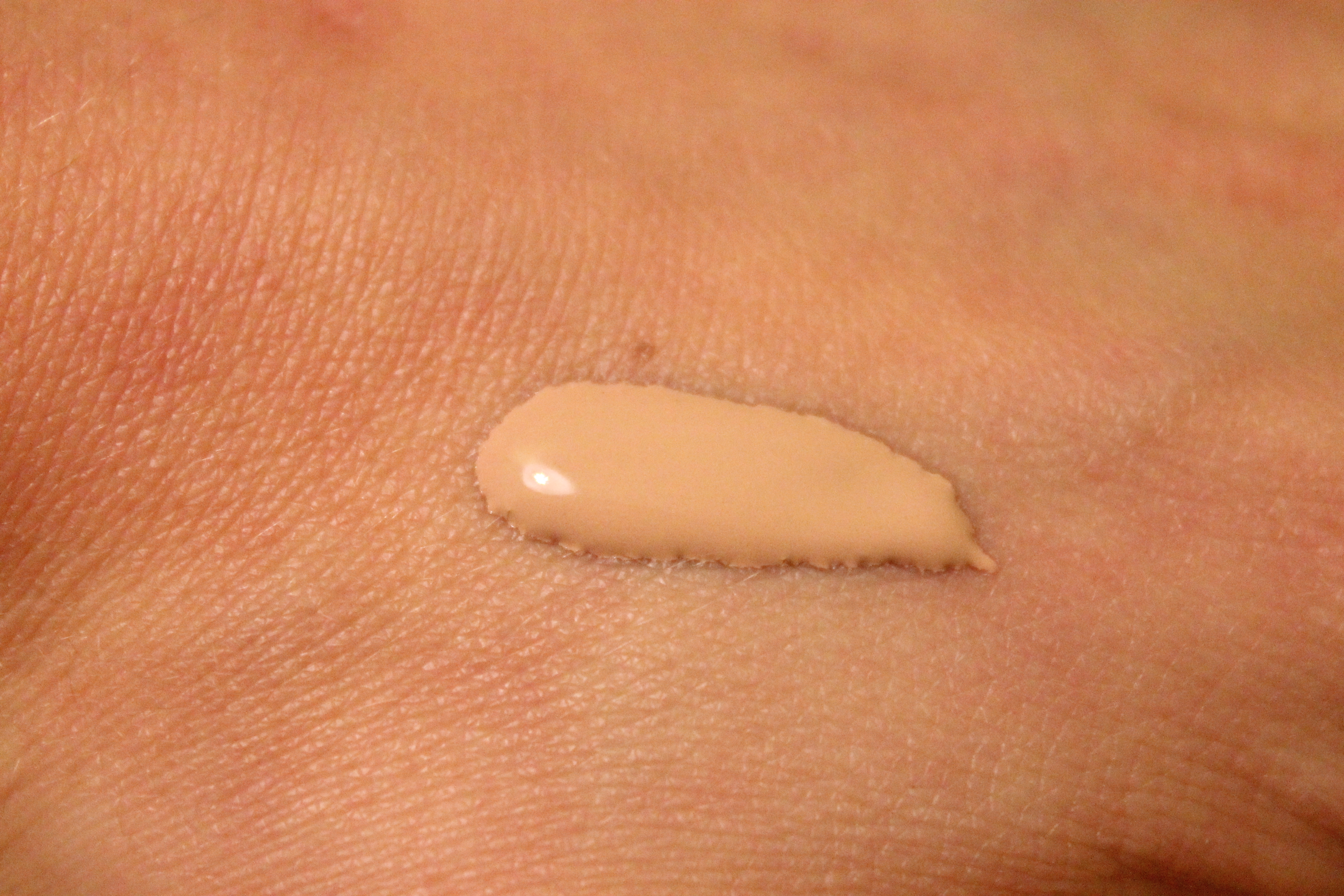
كريم أساس سميك وغير مدموج على البشرة

كريم الأساس هو مكياج بلون الجلد يوضع على الوجه لخلق لون بشرة موحدة ولتغطية العيوب وأحياناً لتغيير لون الجلد الطبيعي. بعض كريمات الأساس تعمل أيضاً بمثابة مرطب، واقي الشمس، عقول (مادة طبية)، أو طبقة أساسية لمستحضرات تجميل أكثر تعقيداً. كريم الأساس الذي يتم وضعه على الجسم يشار إليه عموماً بـ"طلاء الجسم."و لكن يمكن ان يكون له اثر خطير علي البشرة و خاصة اذا كان يحتوي علي مواد كيماوية

## أثره على الوضوء
سئل ابن باز، هل المكياج يمنع وصول الماء أثناء الوضوء؟ بمعنى هل يجب أن نزيل هذا المكياج عند كل وضوء؟ فأجاب بقوله: إذا كان المكياج له جسم، يمنع الماء، [فيجب أن] يزال، وإن كان ليس له جسم بل هو مجرد صبغ، لا يكون له جرم، فلا يلزم إزالته، أما إذا كان له جسم يحصل له منع، يعني يمنع الماء، فهذا يجب أن يزال من الوجه، وهكذا من الذراع، إذا كان فيه شيء كالعجين يزال، أما إذا كان الشيء مجرد صبغ ليس له جسم ولا جرم، هذا لا تجب إزالته.